# Gerichtsbezirk Neustadt an der Tafelfichte
Der Gerichtsbezirk Neustadt an der Tafelfichte (tschechisch: soudní okres Neustadt u Tafelfichte) war ein dem Bezirksgericht Neustadt an der Tafelfichte unterstehender Gerichtsbezirk im Kronland Böhmen. Er umfasste Gebiete in der Mittelböhmischen Region. Zentrum und Gerichtssitz des Gerichtsbezirks war die Stadt Neustadt an der Tafelfichte (Nové Město pod Smrkem oder Neustadt u Tafelfichte). Das Gebiet gehörte seit 1918 zur neu gegründeten Tschechoslowakei und ist seit 1991 Teil der Tschechischen Republik.

## Geschichte
Die ursprüngliche Patrimonialgerichtsbarkeit wurde im Kaisertum Österreich nach den Revolutionsjahren 1848/49 aufgehoben. An ihre Stelle traten die Bezirks-, Landes- und Oberlandesgerichte, die nach den Grundzügen des Justizministers geplant und deren Schaffung am 6. Juli 1849 von Kaiser Franz Joseph I. genehmigt wurde. Das Gebiet des späteren Gerichtsbezirks Neustadt an der Tafelfichte gehörte zunächst zum Bunzlauer Kreis und war Teil des Gerichtsbezirks Friedland. Der Gerichtsbezirk Friedland bildete im Zuge der Trennung der politischen von der judikativen Verwaltung ab 1868 auch einen eigenen politischen Bezirk, den gleichnamigen Bezirk Friedland.
Der Gerichtsbezirk Neustadt an der Tafelfichte wurde erst 1911 geschaffen, wobei sieben Gemeinden des Gerichtsbezirks Friedland zum neuen Gerichtsbezirk Neustadt an der Tafelfichte zusammengeschlossen wurden. Seine Amtswirksamkeit erreichte die Schaffung des Gerichtsbezirks jedoch erst per 1. Juli 1913, als das Bezirksgericht in Neustadt seine Tätigkeit aufnahm.
Der Gerichtsbezirk Neustadt an der Tafelfichte wies 1910 eine Bevölkerung von 12.208 Personen auf, von denen 11.690 Deutsch und 35 Tschechisch als Umgangssprache angaben. Im Gerichtsbezirk lebten zudem 483 Anderssprachige oder Staatsfremde.
Durch die Grenzbestimmungen des am 10. September 1919 abgeschlossenen Vertrages von Saint-Germain kam der Gerichtsbezirk Neustadt an der Tafelfichte vollständig zur neugegründeten Tschechoslowakei, wobei die Gerichtseinteilung bis 1938 im Wesentlichen bestehen blieb. Nach dem Münchner Abkommen wurde das Gebiet dem Landkreis Friedland zugeschlagen.
Nach dem Zweiten Weltkrieg gehörte das Gebiet zum Okres Liberec, dessen Behörden jedoch im Zuge einer Verwaltungsreform 2003 ihre Verwaltungskompetenzen verloren. Diese werden seitdem von den Gemeinden bzw. dem Liberecký kraj, zudem das Gebiet um Nové Město pod Smrkem seit Beginn des 21. Jahrhunderts gehört, wahrgenommen.

## Gerichtssprengel
Der Gerichtssprengel umfasste Ende 1914 die sieben Gemeinden Bärnsdorf (Horní Řasnice), Dittersbächel (Detrichovec), Hegewald (Hajniště), Heinersdorf an der Tafelfichte (Jindřichovice pod Smrkem), Lusdorf an der Tafelfichte (Ludvíkov pod Smrkem), Neustadt an der Tafelfichte (Nové Město pod Smrkem) und Wünschdorf (Srbská).